# كيفن براكن
كيفن براكن (بالإنجليزية: Kevin Bracken)‏ هو مصارع رياضي أمريكي، ولد في 29 أكتوبر 1971 في شيكاغو في الولايات المتحدة.

## وصلات خارجية
- كيفن براكن على موقع قاعدة بيانات المصارعة الدولية (الإنجليزية)
- كيفن براكن على موقع أوليمبيديا (الإنجليزية)